# Arondismentul Évreux
Arondismentul Évreux (în franceză Arrondissement d'Évreux) este un arondisment din departamentul Eure, regiunea Haute-Normandie, Franța.

## Subdiviziuni

### Cantoane
- Cantonul Breteuil
- Cantonul Conches-en-Ouche
- Cantonul Damville
- Cantonul Évreux-Est
- Cantonul Évreux-Nord
- Cantonul Évreux-Ouest
- Cantonul Évreux-Sud
- Cantonul Le Neubourg
- Cantonul Nonancourt
- Cantonul Pacy-sur-Eure
- Cantonul Rugles
- Cantonul Saint-André-de-l'Eure
- Cantonul Verneuil-sur-Avre
- Cantonul Vernon-Nord
- Cantonul Vernon-Sud

### Comune
| 1. Acon (27002)                           | 2. Acquigny (27003)                        | 3. Aigleville (27004)                  | 4. Ambenay (27009)                         |
| 5. Amfreville-la-Campagne (27011)         | 6. Amfreville-sur-Iton (27014)             | 7. Andé (27015)                        | 8. Angerville-la-Campagne (27017)          |
| 9. Armentières-sur-Avre (27019)           | 10. Arnières-sur-Iton (27020)              | 11. Aulnay-sur-Iton (27023)            | 12. Les Authieux (27027)                   |
| 13. Aviron (27031)                        | 14. Avrilly (27032)                        | 15. Bacquepuis (27033)                 | 16. Les Barils (27038)                     |
| 17. Les Baux-Sainte-Croix (27044)         | 18. Les Baux-de-Breteuil (27043)           | 19. Beaubray (27047)                   | 20. Le Bec-Thomas (27053)                  |
| 21. Bernienville (27057)                  | 22. Bois-Anzeray (27068)                   | 23. Bois-Arnault (27069)               | 24. Bois-Normand-près-Lyre (27075)         |
| 25. Bois-le-Roi (27073)                   | 26. Boisset-les-Prévanches (27076)         | 27. La Boissière (27078)               | 28. Boncourt (27081)                       |
| 29. La Bonneville-sur-Iton (27082)        | 30. Les Bottereaux (27096)                 | 31. Le Boulay-Morin (27099)            | 32. Bourth (27108)                         |
| 33. Bretagnolles (27111)                  | 34. Breteuil (27112)                       | 35. Breuilpont (27114)                 | 36. Breux-sur-Avre (27115)                 |
| 37. Brosville (27118)                     | 38. Bueil (27119)                          | 39. Buis-sur-Damville (27416)          | 40. Burey (27120)                          |
| 41. Bâlines (27036)                       | 42. Bémécourt (27054)                      | 43. Bérengeville-la-Campagne (27055)   | 44. Caillouet-Orgeville (27123)            |
| 45. Canappeville (27127)                  | 46. Caugé (27132)                          | 47. Cesseville (27135)                 | 48. Chaignes (27136)                       |
| 49. Chaise-Dieu-du-Theil (27137)          | 50. Chambord (27139)                       | 51. Chambray (27140)                   | 52. Champ-Dolent (27141)                   |
| 53. Champignolles (27143)                 | 54. Champigny-la-Futelaye (27144)          | 55. Chanteloup (27145)                 | 56. La Chapelle-Réanville (27150)          |
| 57. La Chapelle-du-Bois-des-Faulx (27147) | 58. Chavigny-Bailleul (27154)              | 59. Chennebrun (27155)                 | 60. Le Chesne (27157)                      |
| 61. Chéronvilliers (27156)                | 62. Cierrey (27158)                        | 63. Cintray (27159)                    | 64. Claville (27161)                       |
| 65. Collandres-Quincarnon (27162)         | 66. Conches-en-Ouche (27165)               | 67. Condé-sur-Iton (27166)             | 68. Le Cormier (27171)                     |
| 69. Corneuil (27172)                      | 70. Coudres (27177)                        | 71. Courdemanche (27181)               | 72. Courteilles (27182)                    |
| 73. La Couture-Boussey (27183)            | 74. Crasville (27184)                      | 75. Crestot (27185)                    | 76. Criquebeuf-la-Campagne (27187)         |
| 77. La Croisille (27189)                  | 78. Croisy-sur-Eure (27190)                | 79. Crosville-la-Vieille (27192)       | 80. Croth (27193)                          |
| 81. Dame-Marie (27195)                    | 82. Damville (27198)                       | 83. Dardez (27200)                     | 84. Daubeuf-la-Campagne (27201)            |
| 85. Douains (27203)                       | 86. Droisy (27206)                         | 87. Ecquetot (27215)                   | 88. Les Essarts (27225)                    |
| 89. Fains (27231)                         | 90. Fauville (27234)                       | 91. Faverolles-la-Campagne (27235)     | 92. La Ferrière-sur-Risle (27240)          |
| 93. Ferrières-Haut-Clocher (27238)        | 94. Feuguerolles (27241)                   | 95. Le Fidelaire (27242)               | 96. Fontaine-sous-Jouy (27254)             |
| 97. La Forêt-du-Parc (27256)              | 98. Foucrainville (27259)                  | 99. Fouqueville (27261)                | 100. Francheville (27265)                  |
| 101. Le Fresne (27268)                    | 102. Fresney (27271)                       | 103. Gadencourt (27273)                | 104. Garencières (27277)                   |
| 105. Garennes-sur-Eure (27278)            | 106. Gauciel (27280)                       | 107. Gaudreville-la-Rivière (27281)    | 108. Gauville-la-Campagne (27282)          |
| 109. Glisolles (27287)                    | 110. Gournay-le-Guérin (27291)             | 111. Gouville (27293)                  | 112. Grandvilliers (27297)                 |
| 113. Graveron-Sémerville (27298)          | 114. Gravigny (27299)                      | 115. Le Gros-Theil (27302)             | 116. Grossœuvre (27301)                    |
| 117. Guernanville (27303)                 | 118. Guichainville (27306)                 | 119. La Guéroulde (27305)              | 120. L'Habit (27309)                       |
| 121. Hardencourt-Cocherel (27312)         | 122. La Harengère (27313)                  | 123. La Haye-Malherbe (27322)          | 124. La Haye-Saint-Sylvestre (27323)       |
| 125. La Haye-du-Theil (27320)             | 126. La Haye-le-Comte (27321)              | 127. Hectomare (27327)                 | 128. Heudebouville (27332)                 |
| 129. La Heunière (27336)                  | 130. Hondouville (27339)                   | 131. L'Hosmes (27341)                  | 132. Houetteville (27342)                  |
| 133. Houlbec-Cocherel (27343)             | 134. Houlbec-près-le-Gros-Theil (27344)    | 135. Huest (27347)                     | 136. Hécourt (27326)                       |
| 137. Illiers-l'Évêque (27350)             | 138. Incarville (27351)                    | 139. Irreville (27353)                 | 140. Iville (27354)                        |
| 141. Ivry-la-Bataille (27355)             | 142. Jouy-sur-Eure (27358)                 | 143. Juignettes (27359)                | 144. Jumelles (27360)                      |
| 145. Lignerolles (27368)                  | 146. Louversey (27374)                     | 147. Louviers (27375)                  | 148. Louye (27376)                         |
| 149. La Madeleine-de-Nonancourt (27378)   | 150. Mandeville (27382)                    | 151. Mandres (27383)                   | 152. Manthelon (27387)                     |
| 153. Marbeuf (27389)                      | 154. Marcilly-la-Campagne (27390)          | 155. Marcilly-sur-Eure (27391)         | 156. Mercey (27399)                        |
| 157. Merey (27400)                        | 158. Le Mesnil-Fuguet (27401)              | 159. Le Mesnil-Hardray (27402)         | 160. Le Mesnil-Jourdain (27403)            |
| 161. Mesnil-sur-l'Estrée (27406)          | 162. Miserey (27410)                       | 163. Moisville (27411)                 | 164. Mouettes (27419)                      |
| 165. Mousseaux-Neuville (27421)           | 166. Muzy (27423)                          | 167. Ménilles (27397)                  | 168. Nagel-Séez-Mesnil (27424)             |
| 169. Neaufles-Auvergny (27427)            | 170. Le Neubourg (27428)                   | 171. Neuilly (27429)                   | 172. La Neuve-Lyre (27431)                 |
| 173. Nogent-le-Sec (27436)                | 174. Nonancourt (27438)                    | 175. Normanville (27439)               | 176. Ormes (27446)                         |
| 177. Orvaux (27447)                       | 178. Pacy-sur-Eure (27448)                 | 179. Parville (27451)                  | 180. Pinterville (27456)                   |
| 181. Piseux (27457)                       | 182. Le Plessis-Grohan (27464)             | 183. Le Plessis-Hébert (27465)         | 184. Portes (27472)                        |
| 185. Prey (27478)                         | 186. Pullay (27481)                        | 187. La Pyle (27482)                   | 188. Quatremare (27483)                    |
| 189. Quessigny (27484)                    | 190. Quittebeuf (27486)                    | 191. Reuilly (27489)                   | 192. Roman (27491)                         |
| 193. Le Roncenay-Authenay (27024)         | 194. Rouvray (27501)                       | 195. Rugles (27502)                    | 196. Le Sacq (27503)                       |
| 197. Sacquenville (27504)                 | 198. Saint-Amand-des-Hautes-Terres (27506) | 199. Saint-André-de-l'Eure (27507)     | 200. Saint-Antonin-de-Sommaire (27508)     |
| 201. Saint-Aquilin-de-Pacy (27510)        | 202. Saint-Aubin-d'Écrosville (27511)      | 203. Saint-Christophe-sur-Avre (27521) | 204. Saint-Cyr-la-Campagne (27529)         |
| 205. Saint-Denis-du-Béhélan (27532)       | 206. Saint-Didier-des-Bois (27534)         | 207. Saint-Georges-Motel (27543)       | 208. Saint-Germain-de-Fresney (27544)      |
| 209. Saint-Germain-de-Pasquier (27545)    | 210. Saint-Germain-des-Angles (27546)      | 211. Saint-Germain-sur-Avre (27548)    | 212. Saint-Just (27554)                    |
| 213. Saint-Laurent-des-Bois (27555)       | 214. Saint-Luc (27560)                     | 215. Saint-Marcel (27562)              | 216. Saint-Martin-la-Campagne (27570)      |
| 217. Saint-Meslin-du-Bosc (27572)         | 218. Saint-Nicolas-d'Attez (27573)         | 219. Saint-Nicolas-du-Bosc (27574)     | 220. Saint-Ouen-d'Attez (27578)            |
| 221. Saint-Ouen-de-Pontcheuil (27579)     | 222. Saint-Pierre-d'Autils (27588)         | 223. Saint-Pierre-des-Fleurs (27593)   | 224. Saint-Pierre-du-Bosguérard (27595)    |
| 225. Saint-Pierre-du-Vauvray (27598)      | 226. Saint-Sébastien-de-Morsent (27602)    | 227. Saint-Victor-sur-Avre (27610)     | 228. Saint-Vigor (27611)                   |
| 229. Saint-Vincent-des-Bois (27612)       | 230. Saint-Élier (27535)                   | 231. Saint-Étienne-du-Vauvray (27537)  | 232. Sainte-Colombe-la-Commanderie (27524) |
| 233. Sainte-Colombe-près-Vernon (27525)   | 234. Sainte-Marguerite-de-l'Autel (27565)  | 235. Sainte-Marthe (27568)             | 236. Sassey (27615)                        |
| 237. La Saussaye (27616)                  | 238. Serez (27621)                         | 239. Surtauville (27623)               | 240. Surville (27624)                      |
| 241. Sylvains-les-Moulins (27693)         | 242. Sébécourt (27618)                     | 243. Thomer-la-Sôgne (27634)           | 244. Le Thuit-Anger (27636)                |
| 245. Le Thuit-Signol (27638)              | 246. Le Thuit-Simer (27639)                | 247. Le Tilleul-Lambert (27641)        | 248. Tillières-sur-Avre (27643)            |
| 249. Tournedos-Bois-Hubert (27650)        | 250. Tourneville (27652)                   | 251. Tourville-la-Campagne (27654)     | 252. Le Tremblay-Omonville (27658)         |
| 253. La Trinité (27659)                   | 254. Le Troncq (27663)                     | 255. La Vacherie (27666)               | 256. Le Val-David (27668)                  |
| 257. Vaux-sur-Eure (27674)                | 258. Venon (27677)                         | 259. Les Ventes (27678)                | 260. Verneuil-sur-Avre (27679)             |
| 261. Vernon (27681)                       | 262. Le Vieil-Évreux (27684)               | 263. La Vieille-Lyre (27685)           | 264. Villalet (27688)                      |
| 265. Villegats (27689)                    | 266. Villettes (27692)                     | 267. Villez-sous-Bailleul (27694)      | 268. Villez-sur-le-Neubourg (27695)        |
| 269. Villiers-en-Désœuvre (27696)         | 270. Vironvay (27697)                      | 271. Vitot (27698)                     | 272. Vraiville (27700)                     |
| 273. Écauville (27212)                    | 274. Émalleville (27216)                   | 275. Émanville (27217)                 | 276. Épieds (27220)                        |
| 277. Épreville-près-le-Neubourg (27224)   | 278. Épégard (27219)                       | 279. Évreux (27229)                    | 280. Ézy-sur-Eure (27230)                  |